# Francesc de Valls i Freixa
Francesc de Valls (? - 26 de setembre, 1705) era cambrer del monestir de Sant Pere de Camprodon i fou President de la Generalitat de Catalunya entre el 22 de juliol de 1704 fins al dia de la seva mort el 26 de setembre de 1705.
Es desconeix la seva biografia, però se sap que morí a causa de les ferides del bombardeig aliat del dia 16 de setembre, on les tropes aliades llançaren unes tres cents bombes a Barcelona i una d'elles tocà de ple la Casa dels Diputats. Segons les Narraciones Históricas desde el año 1700 al 1725 (Narracions històriques) de Francesc de Castellví: 
...prendió el fuego […] en los cuartos que llaman de las Conferencias, con tanta velocidad que se tomó el medio de arruinar lo contiguo al incendio. Asistía en medio del peligro el diputado eclesiástico don fray Francisco Valls y Freixa, camarero de Camprodón, que murió pocos días después, de la fatiga. El daño excedió de 20.000 ducados.
El seu és un mandat de transició entre el primer Borbó, Felip V, i l'arxiduc Carles III que va convocar les Corts de Barcelona (1706) en aquest mateix trienni. Des de mitjans de 1704 comença una repressió del virrei filipista Francisco de Velasco contra destacats membres de la comunitat i per les mateixes institucions. L'efecte immediat és la radicalització de la població cap a la causa austracista.
Entre avalots i repressions el virrei ha d'afrontar el setge de Barcelona, que acaba amb la capitulació el 9 d'octubre de 1705, el 22 l'arxiduc feia una breu visita, per a fer l'entrada oficial el 7 de novembre per jurar les Constitucions.
Després de la seva mort, el càrrec de diputat eclesiàstic quedà vacant a causa de la inestabilitat i la incertesa del moment històric (setge aliat, Corts Generals de Carles III i el setge borbònic del 1706). El substituí Josep Grau que prengué possessió el 18 de novembre de l'any 1706.